# Орбитальный риф
«Орбитальный риф» (англ. Orbital Reef) — коммерческая орбитальная станция, которую планируют совместно создать американские аэрокосмические компании Blue Origin и Sierra Space из Sierra Nevada Corporation. В работах по созданию станции также участвует компания Amazon, отвечающая за организацию цепочек поставок.

## История создания
Подготовка к созданию станции началась в 2020 году.
Модули станции будет изготавливать корпорация Боинг; изготовление как минимум одного жилого модуля (а также космического корабля доставки Dream Chaser) взяла на себя Sierra Space.
Станцию планируется создавать в кооперации с 40 научными университетами и запустить во второй половине 2020-х годов, на орбиту высотой 500 км. 

## Устройство
По плану, станция будет рассчитана на 10 человек и иметь герметичный объём 830 м³.
Стержневой модуль станции будет иметь форму вытянутого цилиндра с большими окнами на надирной стороне, к которому по бокам будут стыковаться периферийные модули поменьше, с зенитной стороны — солнечные панели, а с торцов — корабли обслуживания (Dream Chaser, New Glenn). Снаружи и внутри станция будет преимущественно белого цвета.